# Sečovlje
Sečovlje [sečôu̯lje] (italijansko Sicciole) so naselje v Slovenski Istri s približno 800 prebivalci, ki upravno spada pod Občino Piran.
Naselje se nahaja na območju, kjer avtohtono živijo pripadniki italijanske narodne skupnosti in kjer je poleg slovenščine uradni jezik tudi italijanščina.
Gručasto jedro obmejnega razloženega naselja ob vzhodnem robu solin, se nahaja na koncu nizkega flišnega hrbta, na robu naplavne ravnice Drnice in Dragonje, ter na vznožju flišnatega Šavrinskega gričevja, kjer so zaselki Košta, Kaštinjol, Loncan in Pišine. 
Tik ob Dragonji, blizu nekdanjega mednarodnega mejnega prehoda, je zaselek Mlini, na levem bregu leta 1946 regulirane struge reke Dragonje pa še zaselki Bužini, Škrile in Škodelin, ki jih Zakon o ustanovitvi občin in določitvi njihovih območij iz leta 1994 opredeljuje kot samostojna naselja občine Piran, vendar so po meddržavni arbitražni razsodbi med Slovenijo in Hrvaško pripadli Hrvaški. 
Župnijska cerkev sv. Martina, stoječa na dvajset metrov visokem obzidanem pomolu, ki jo koprski škof Paolo Naldini uvršča okrog leta 1700, je bila leta 1822 temeljito obnovljena. Od leta 1894 je služila kot vikariatska, tj. podružnična cerkev brez stalnega duhovnika, leta 1940 pa je postala župnijska cerkev. 

## Kratka zgodovina
Arheološke najdbe dokazujejo tukajšnjo rimsko naselbino. 
V 2. polovici 8. stoletja je Istra prešla izpod bizantinske pod frankovsko oblast. Leta 840 je bila Istra priključena k Italskemu kraljestvu, leta 952 kot del Furlanske marke vključena v Nemško cesarstvo, po letu 1209 je imel položaj istrskega mejnega grofa oglejski patriarh. Že od sedemdesetih let 9. stoletja so istrska mesta občasno občutila vpliv Benetk, vendar so se kljub temu, vključno s Piranom, še samostojno razvijala in oblikovala lastno upravo in zakonodajo. 
Bližnje soline se v pisnih virih omenjajo že v 12. stoletju, imajo pa zagotovo antične korenine. Piran je leta 1283 moral sprejeti oblast Benetk, ki je trajala vse do propada republike leta 1797. 
Po propadu Serenissime so Sečovlje skupaj s Piranom za kratek čas spadale pod Napoleonovo Francijo. Od leta 1797 do leta 1813 so si Francozi in Avstrijci podajali celotno ozemlje Istre.
Po Napoleonovem porazu v Rusiji in pri Waterloo-ju so tudi Sečovlje po določbah Dunajskega kongresa ostale pod avstrijsko nadoblastjo. Z razpadom Avstro-Ogrske ob koncu prve svetovne vojne leta 1918 in po podpisu mirovne pogodbe v Rapallu novembra 1920, ter med 2. svetovno vojno so bile s preostalo Istro v okviru Italije, po vojni, med letoma 1945 in 1954 pa so bile del cone B Svobodnega tržaškega ozemlja. 
Angloameričani so upravljali njegov severni del (cono A), ki je obsegala Trst z okolico in železniško progo Trst-Gorica. Cona B, ki je obsegala severni del Istre do reke Mirne, je bila pod jugoslovansko vojaško upravo. Z londonskim memorandumom iz leta 1954 je STO prenehalo obstajati, cona B pa je bila priključena Jugoslaviji. Dokončno je bila meja med Italijo in Jugoslavijo potrjena z osimskim sporazumom, ki sta ga podpisali Socialistična federativna republika Jugoslavija in Republika Italija 10. novembra 1975 v italijanskem mestu Osimo.
Z osamosvojitvijo Slovenije leta 1991 so Sečovlje postale slovensko obmejno mesto.

## Sečoveljske soline
Sečoveljske soline so največje (delno delujoče) slovenske soline. Pridelovanje soli v solinah so modernizirali v 14. stoletju, razcvet pa so doživele v času Avstro-Ogrske. 
Sečoveljske soline so nekoč obsegale 508 ha in od 24. aprila (sv. Jurij) do 24. avgusta (sv. Jernej) preživljale okoli 500 družin, ki so živele v tamkajšnjih solinarskih hišah. Ena od njih je sedaj Muzej solinarstva, celotno območje pa je razglašeno za krajinski park.

## Benediktinski samostan sv. Onofrija
Grič Krog nad Drnico (153 m), imenovan tudi Višina, nad ledenodobno ravnico pod seboj, ima pestro zgodovino kot ilirsko gradišče (ki ga kronist Luigi Perentin umešča vsaj dva do tri tisoč let v preteklost), rimska utrdba, kaštelir oz. grajsko poslopje. Zemljevid solin iz leta 1139 že prikazuje Krog, nekateri zapisi ga omenjajo kot villo franco, prosto vas, ki ni plačevala dajatev fevdalnemu gospodu. Ob njegovem vznožju, v zaselku Loncan, so se ohranili temelji rimske zgradbe. 
Na njem so benediktinci leta 1432 ustanovili svoj samostan. Samostanska cerkev je posvečena sv. Onofriju, katerega čaščenje so v Istro prinesli bizantinci in križarji. Benediktinci so nekatera poslopja in 775 ha zemljišč prejeli z oporoko grofa Francesca Grisonija (1772-1841).  Samostan je deloval do leta 1957 , ko so ga zapustili zadnji menihi, potem so se vanj naselili stanovalci. Pravnoformalno status lastništva od tedaj še ni rešen, za nekdanja samostanska poslopja s cerkvijo, ki nezadržno propadajo, ter pripadajoča zemljišča je bil vložen denacionalizacijski zahtevek.

## Premogovnik Sečovlje
Na stiku Sečoveljske doline in Sečoveljskih solin, so leta 1935 italijani pričeli z geološkim sondiranjem terena in izvrtali 120 sond. Iskali so črni premog in ga v globinah od 100 do 400 metrov pod morsko gladino tudi našli. Debelina slojev premoga je le redko presegla 0,5 metra, le najnižji sloj, ležeč neposredno na krednem apnencu, je mestoma meril do 1 m, v posameznih nekdanjih globelih pa tudi po več metrov. Čeprav je sečoveljski premog vseboval zelo veliko žvepla (podobnega so kopali tudi v Raši), je bila zadovoljiva njegova kalorična vrednost, ki je znašala 5.500 do 6.200 kcal/kg. Rudnik so odprli neposredno za poslopjem malo pred tem opuščene sečoveljske železniške postaje, ob trasi Porečanke.
Izkop premoga se je začel proti koncu tridesetih let preteklega stoletja, pod okriljem rudarskega podjetja ARSA (Società anonima carborifera miniere di Sicciole). Ob solinah so zgradili železni stolp in rudarsko poslopje. Intenzivno rudarjenje pa je pozimi 1940-1941 povzročilo pogrezanje nekaterih solnih fondov v bližnjih solinah, zaradi katerega je rudarska uprava prišla v spor s solinarji. Solinarska družba (Regie Saline di Pirano) je rudnik obtožila, da z miniranjem povzroča pogrezanje trinajstih solnih fondov, zaradi katerega se voda ne pretaka več normalno po bazenih, zato naj bi bila proizvodnja soli močno otežkočena, s čimer je bila povzročena škoda in izpad dohodka. O sporu ni bilo nikoli sodno pravnomočno dokončno odločeno. Rudnik je pod Italijo normalno deloval do leta 1944 (strokovni kader za delo v rudniku so predstavljali večinoma priseljenci iz Toskane, potrebe po nekvalificiranih delavcih pa so zadovoljevali domačini). Tega leta so zaradi nerednih dobav električne energije jamske črpalke ostale brez toka in premogovnik je v celoti zalila voda.
Jugoslovanska vojaška oblast, ki je cono B Svobodnega tržaškega ozemlja upravljala po drugi svetovni vojni, je v času neposredno pred podpisom mirovne pogodbe z Italijo (ko se še ni zagotovo vedelo, kje bo potekala meja) demontirala železni rudarski stolp nedelujočega rudnika in ga odpeljala v Rašo. Kasneje so ob ponovnem zagonu rudnika postavili novega, začasnega in lesenega. Po odselitvi italijanskega prebivalstva leta 1954 so se v rudniku množično zaposlovali rudarji iz drugih takratnih jugoslovanskih rudnikov. Osuševanje premogovnika je potekalo v letih 1950-1953, nato je izkop premoga rasel do leta 1957, ko je ponovni udor vode delno zalil jamo. Po ugotovitvah hidrogeologa Ivana Žigon, naj bi bil večji del rovov na globini okoli 250 metrov, ponekod tudi več, po nekaterih ocenah so sedaj zaliti rovi skupaj dolgi okoli 10 kilometrov. Zaradi varnosti je bil zgrajen zasilni izhod na bližnjem hribu Krogu, do katerega je iz rudnika vodilo kar 700 stopnic. Večjih nesreč pod zemljo ni bilo, ker je bil premog med kamnitimi sloji, zato v rovih ni bilo potrebno varovanje s podporniki. Rudnik je obsegal pet obratov: jamskega, v katerem je bilo največ zaposlenih, separacijo, elektro-strojnega, zunanjega in upravo. Pred to nesrečo je rudnik zaposloval približno 380 ljudi, največ v njegovi relativno kratki zgodovini. Po ponovni osušitvi v letih 1957-1958 je proizvodnja rasla do leta 1962, ko je dosegla 26.000 ton. Nato je izkop pričel stagnirati. Ponovni vdor vode v letu 1972 je pomenil dokončen propad in zaprtje rudnika. K njegovemu zatonu je tedaj prispevala nizka cena nafte in njenih derivatov, nikakor pa ne slaba kvaliteta premoga ali njegovo pomanjkanje.

## Promet
Skozi zahodni del naselja vodi magistralna cesta G2-111 (Izola-Sečovlje), ki v nadaljevanju prečka slovensko-hrvaško državno mejo, vendar se južno od Sečovelj tudi odcepi ob reki Dragonji v dolino Drnice, proti kraju Dragonja, ter notranjemu delu slovenske Istre.
Leta 1986 so južno ob nekdanjega rudnika ob solinah uredili športno in turistično letališče, današnje mednarodno letališče Aerodrom Portorož.
V bližini, na reki Dragonji, je bil poprej mednarodni mejni prehod Sečovlje, ki je bil po 31. letu ukinjen, zaradi vstopa Hrvaške 1. januarja 2023 v skupno schengensko območje.